# 湖北亀山広播電視塔
湖北亀山広播電視塔（こほくきざんこうはでんしとう、中国語:湖北龟山广播电视塔、英語:Tortoise Mountain TV Tower）は、中華人民共和国湖北省武漢市漢陽区亀山北路特1号亀山公園の山頂に立つ中国で最初に完成した集約電波塔である。タワーの高さは221.2mで、揚子江からの高さは約280mである。亀山の標高92.2mを含め、タワーの海抜からの高さは311.4mである。略称は亀山テレビタワー（中国語:龟山电视塔）。

## 詳細[3]

### 構造
- -04.00m～014.72m　台座
- 014.72m～183.00m　タワーシャフト
  - 101.00m～135.00m　展望台（消防眺望台を除き閉鎖中、現在2階～3階は360度LEDスクリーンに囲まれる）
    - 1階：消防眺望台
    - 2階：回転レストラン
    - 3階：展望デッキ
    - 屋上：露天展望台
- 183.00m～221.20m　放送用アンテナ

### 諸元
- エレベーター:2基
- コンクリート:2100㎥
- 鉄筋:450トン
- 形鋼:35トン
- 中国で一番大きい360度LEDスクリーン:880㎡[4]

## 年表
- 1980年12月31日 - 起工[1]。
- 1983年2月22日 - 地下4mから地盤工事起工。
- 1983年11月29日 - タワーシャフト完工。
- 1986年 - 竣工・開業[1]。

## アクセス
- 亀山公園西口（タワーまで1.4km、徒歩19分）
  -  6 武漢地下鉄6号線琴台駅出口Aより250m、徒歩3分。
  - 武漢市営バス・鸚鵡大道地下鉄琴台停留所より460m、徒歩6分。
- 亀山公園南口（タワーまで270m、徒歩3分）
  - 武漢市営バス・長江大橋漢陽橋頭停留所より180m、徒歩2分。